# Mimiambo
Mimiambo (dal greco antico μιμίαμβος) è un termine che, nella letteratura greca, indica mimi scritti in versi giambici.

## Dal mimo al mimiambo
Il termine mimiambo è collegato a Ipponatte (Ἱππῶναξ) di Efeso al quale ne è riconosciuta l'invenzione. Composizione di sua invenzione, è un mimo (come suggeriscono i termini μῖμος e μίμησις, cioè imitazione di una scena di vita, di solito di semplice intreccio e di non lunga durata). Espresso in metro giambico (per l'esattezza non nel trimetro giambico ordinario, ὀρθός, cioè formato da tre dipodie giambiche, ma in quello scazonte, chiamato anche, dal suo nome, ipponatteo).
Il trimetro giambico ordinario aveva il seguente schema: ∪ — ∪ — ∪ / — ∪ — ∪— ∪ —
Il trimetro giambico scazonte ipponatteo (coliambo): ∪ — ∪ — ∪ — ∪ — ∪ — — — soluzione ο cesura o τομή pentemimera; cioè semiquinaria).
Nella Poetica di Aristotele viene negata la distinzione dei retori tra l'oratio soluta (prosa) e quella legata o metrica (poesia), col notare che la poesia è κατὰ μίμησιν e non κατὰ τὸ μέτρον (secondo l'imitazione e non secondo il metro). A questo problema si riallaccia il discorso sulla prosa a cui accenna Benedetto Croce, il quale, rifacendosi direttamente al giudizio aristotelico, riafferma che “non si possono mettere assieme, come prose, i mimi di Sofrone e di Xenarco coi dialoghi socratici, o come poesie, perché in verso, le opere di Omero con quelle di Empedocle. Intendo invece per prosa la Filosofia, la Scienza, la Storiografia, tutto ciò che, quantunque prenda di necessità forma letteraria, non è mera arte”.

### Le origini. Ipponatte
Ipponatte, appartenuto a una famiglia aristocratica e benestante, fu costretto dai tiranni a fuggire dalla sua città dopo aver perduto, per il loro malanimo, i suoi beni. Condusse a Clazomene, nella seconda metà del sec. VI a.C., una vita misera e senza ideali, in un perenne stato di malcontento che veniva travasato in composizioni poetiche dal tono sempre polemico ed aggressivo. 
Il carattere preminente dei mimiambi era quello di esprimere, in modo sempre amaro e pieno di risentimento, le sgradevoli esperienze di vita a cui era stato assoggettato dall'ostilità, di cui dimostra di avere piena coscienza, dei suoi nuovi concittadini, tra i quali viveva nella condizione del meteco (μέτοικος), straniero accolto senza diritti politici. Tale verso, chiamato anche coliambo (cioè, giambo zoppo), è stato usato al principio, più di tre secoli prima della produzione artistica erodea, dal giambografo Ipponatte di cui si è appena parlato. 
Il motivo dominante e persistente delle sue querimonie si distingue per un tono accusatorio ed arrogante, di denunzia della sua ingrata esperienza di vita, che si riflette quasi per necessità nei suoi scritti, senza soluzione alcuna. Si considerò infatti oppresso durante tutta la sua vita da una estrema povertà e dalla persistente ostilità dei potenti del luogo: lo scultore Bupalo (il suo maggiore ma non unico nemico) per motteggiarlo ne aveva fatto un busto in cui raffigurava la sua bruttezza; risse con imbroglioni e con diffamatori che si divertivano a coprirlo di ridicolo lo indussero a reagire con le sue repliche irate; da questo eccesso di volgarità egli tuttavia usciva fuori con vivacità nel dialogo e con determinatezza nella narrazione, con perizia nell'uso di un lessico che risultava un intreccio tra termini plebei e reminiscenze di buone letture. 
La sua poesia sembrava ordinata ad una sua personale rivincita e a tal fine usava tra gli altri il metro ipponatteo, o zoppicante, così chiamato per lo scambio al sesto piede di uno spondeo (- -) o trocheo ( – ∪ ) al posto del giambo ( ∪ -), espediente che dà al verso un andamento più prosaico e sciolto.

## Storia

### Periodo ellenico

#### Il mimo
Il primo elemento da cui partire è pertanto il mimo, rappresentazione per la scena o per la semplice lettura pubblica e privata; di esso esistono comunque numerose esemplificazioni nella letteratura, sia quella antica sia quella più vicina a noi, passando dalla esperienza lirica greca della II metà del V secolo a. C. a quella alessandrina del III secolo a. C. ed oltre. Furono mimografi i siracusani Sofrone e il meno noto figlio Xenarco, (autore tra altre poche cose di un mimo in prosa Contro i Reggini, su commissione di Dionisio il Vecchio), artefici di mimi in prosa ritmica; ma dobbiamo dare per quanto riguarda l'arte e non la tecnica del metro il dovuto riconoscimento alla raccolta di maggiore rilievo di età alessandrina, di Eroda, autore di mimiambi in versi coliambi.

#### Il coliambo
Dalle testimonianze giunte fino a noi riscuote maggior credito in materia di coliambi il Papiro 135 contenente otto mimiambi completi ma lacunosi, più l'inizio di un nono (Ὰπονηστιζόμεναι, Le donne che fanno colazione, 13 versi appena, di difficile e spesso controversa comprensione per lo stato di deterioramento del testo), rinvenuto nello scorcio del secolo XIX, acquistato dal British Museum nel 1889 e pubblicato dal Kenyon nel 1891, dopo una accuratissima lettura critica ed emendazione del testo. A questo testo, che dal 1934 è chiamato Papyrus Egerton 1, successivamente si sono aggiunti (nel 1892) 135 piccoli frammenti dello stesso Papiro che sono serviti ad integrare alcuni vuoti e nel 1954 un altro papiro trovato a Ossirinco n. 22, 2326, in cui è stata riconosciuta la parte finale (vv. 67-75) dell'VIII mimiambo (`Ενύπνιον, Il Sogno). 
Il mimo può essere espresso, come si è visto, tanto in prosa quanto in metri poetici anche diversi da quello sopra indicato. Lo stesso Diomede sostiene che il mimo è un'imitazione della vita che comprende ciò che è conveniente e ciò che non è conveniente (μῖmός ἐστι μίμησις συγκεχωρημένα καὶ ἀσυγχώρητα, mentre Elio Donato, maestro di San Gerolamo, definisce il mimo derivante ab diuturna imitatione vilium rerum et levium personarum (dalla continua imitazione delle cose inutili e delle persone dappoco). Questi non sono certo degli apprezzamenti positivi e qualificanti, e neppure troppo generosi: i due homines doctissimi avrebbero forse dovuto dire, anziché imitazione, più osservazione e considerazione, manifestando in tal modo una attitudine critica più aderente ai valori espressi dal mondo di cui essi erano gli osservatori in quel momento. Non era certo il mondo degli Idilli teocritei, (εἰδύλλια), alla cui arte somma non è lecito accostare quella di Eroda, ma degli Idilli non possiamo parlare in questa sede, perché, se è vero che alcuni di essi, detti idilli urbani, sembrano dei veri e propri mimi quanto al contenuto (ad esempio il II, Le Incantatrici, Φαρμακεύτριαι, il XIV, L'amore di Cinisca, Αἰσχίνης καὶ Θυώνιχος e il XV, Le Siracusane, propriamente Le donne alla festa di Adone, ̉̉Αδωνιάζουσαι), differiscono dal nostro discorso a giudicare dal metro usato e dal dialetto: non sono mimiambi perché scritti in esametri e non in coliambi, nel dialetto dorico teocriteo e non in quello ionico di Eroda. 
Ε᾿ anche vero che tra i sommi poeti alessandrini sia Teocrito che Callimaco ed Apollonio Rodio ci hanno lasciato notevoli composizioni in metro giambico e in coliambo, oltre che in esametri e nel distico elegiaco, ma non tali da riguardare in particolare il mimiambo, bensì in modo da dare più credito alla poesia melica e pastorale, salvo gli idilli di Teocrito II , XIV e XV, in cui sono stati riconosciuti dei mimi. Tra questi autori non c'era sempre stima e identità di vedute. È già abbastanza clamorosa la divergenza tra cultori di opere di estesa struttura, Apollonio Rodio, autore delle Argonautiche (Ἀργοναυτικά), e Callimaco, che, all'accusa di non essere capace di impegnarsi in un grande poema, rispondeva che considerava vera l'arte espressa nelle forme più semplici ed efficaci: odio il poema, specie quello ciclico (ἐχθαίρω τὸ ποίημα τὸ κυκλικόν), concludendo con un'asserzione che avrebbe trovato anche in futuro molti seguaci (l'arte moderna tra fine Ottocento e primo Novecento): un grande libro è un grande male (μέγα βιβλίον μέγα κακόν). Dello stesso avviso è Properzio (Carmina I, 9, v.11) quando enfaticamente ricorda l'intensità espressiva della breve poesia rispetto ai grandi poemi: plus in amore valet Mimnermi versus Homero, “nella poesia amorosa vale più un solo verso di Mimnermo che tutto Omero”. 

### Magna Grecia
Il mimo dunque, nato in Grecia per scopo comico-satirico, servendosi dell'imitazione e della gestualità corporea allo scopo di muovere il riso e suscitare anche la riflessione sui contenuti dell'azione scenica, costringendo i produttori ad allargare il repertorio pur con lo stesso progetto scenico e il medesimo campionario di archetipi di caratteri, attirò sin dall'inizio un più vasto interesse nel pubblico. Per tali strade esso giunse sulla scena dei Dori di Siracusa, propriamente per una questione di prestigio, per le feste di Flora, il 28 aprile del 238 a. C. , sotto l'auspicio di Sofrone (Macrobio, Saturn. II, 7, 7) in prosa. Non si può d'altronde parlare del mimo greco del V sec. senza fare riferimento ai fliàci (φλύακες), arte drammatica nata nella Magna Grecia in dialetto dorico in connessione con il culto di Dioniso. Essa, dopo un inizio popolare di carattere girovago, assunse forma d'arte modesta sulla scia di Rintone (῾Ρίνθων), vissuto al tempo di Tolemeo Ι. Delle sue 38 opere chiamate fabulae rhinthonicae o ilarotragedie, restano solo 28 brevi frammenti e furono considerate simili all'Atellana osca, fornite com'erano delle maschere tradizionali. 
Allo stesso mondo della Magna Grecia e all'ambito della poesia comica appartenne anche Epicarmo (nativo forse di Megara Iblea), autore di 35 favole sceniche in dialetto dorico siracusano, caratterizzate dalla mancanza di coro ma essenziali per lo sviluppo della commedia. Eroda è un autore di mimi giambici ipponattei, la cui caratteristica è in linea di massima di essere l'unico poeta che ha lasciato solo mimi che un grammatico posteriore a lui ha chiamato mimiambi: di lui non si sa di preciso dove e quando sia vissuto, tranne le poche allusioni che egli stesso fa nei suoi mimiambi. Sono scritti in dialetto ionico, con qualche coloritura dorica, come richiedeva la tradizione del mimo: era questa una novità di cui Eroda era orgoglioso perché pensava di mostrarsi al pubblico come il vero erede di colui di cui si riteneva il continuatore. Questa sua posizione gli sollevò contro, invece, delle opposizioni, forse di un gruppo di letterati cultori del coliambo che ritenevano presuntuosa la sua pretesa di essere unico discendente di Ipponatte. Erano forse come i Telchini di Callimaco; ed è appunto a lui che s è pensato di attribuire l'antipatia di qualche circolo letterario nei suoi confronti. 
La poesia di Eroda, attenta ai particolari dell'ambiente e alla descrizione dello stato d'animo del popolino che fa da testimonio sullo sfondo, appare ora attratto dagli interessi di personaggi semplici dalla vita quasi insignificante, ora da rappresentanti di ambizioni e devianze di membri di una società di basso livello morale o afflitta da tic e comportamenti banali e convenzionali. Il difetto che suole essere rivolto ai mimiambi con maggiore insistenza è quello della mancata aderenza al canone del realismo, dell'imitazione, della spontaneità, il che, se accertato, renderebbe i mimiambi inadatti alla scena ma idonei solo alla lettura. Possiamo rispondere che gran parte dell'arte alessandrina si regge sul canone del rifacimento di un modello che guarda alla perfezione dell'arte dei secoli d'oro, soprattutto l'età di Pericle, che a ragione o a torto è stato sempre ritenuto un modello irraggiungibile Non si è più verificato dunque dopo Eroda un interesse per il mimiambo, almeno a volerci attenere alle opere che sono arrivate sino a noi o per fama tramandata o per la trasmissione nel tempo di prodotti finiti o mutili, di frammenti di varia entità, di tutto ciò insomma che per varie ragioni, non sempre giudicabili, è sopravvissuto al generale naufragio della letteratura antica attraverso cambiamenti di gusti, nuovi orientamenti culturali e religiosi che si sono verificati nei secoli o millenni che ci separano in via definitiva.

### Periodo romano
In seguito, inevitabilmente il mimo è passato dalla cultura greca a quella latina , sempre nel solco della progressiva ellenizzazione culturale del mondo romano. Non si può pertanto ignorare per tale periodo l'opera dei due mimografi concorrenti e rivali di età cesariana, Decimo Laberio e Publilio Siro (metro usato prevalentemente il senario giambico, equivalente al trimetro giambico). Sono note le vicende artistiche e politiche di questi personaggi: il primo, più anziano (la stessa età di Cicerone, in vita e in morte, 106 – 43) e per di più cavaliere romano, si presentò sulla scena su richiesta di Cesare come attore di suoi mimi, come non aveva fatto mai prima, perché l'arte del mimo poteva assicurare il successo, ma toglieva sicuramente la dignità al cittadino romano che vi si avventurava. 
Nella circostanza di cui stiamo parlando, il confronto diretto tra due mimografi, l'avversario del cavaliere era un giovane schiavo affrancato, Publilio Siro, che guadagnò la vittoria e il favore del pubblico. Solo la generosità o l'opportunismo di Cesare lo salvò dal disonore e lo restituì al suo rango, anche se con un verso improvvisato che ristabiliva i valori presunti: favente tibi me victus es, Laberi, a Syro, malgrado il mio favore, tu sei stato vinto, Laberio, da Siro, (o da un siro, se si vuole mettere in risalto il doppio senso); sappiamo anche che Laberio, riaccettato l'anello di cavaliere dopo qualche frizzo rivolto sulla scena al dittatore: porro, Quirites, libertatem perdimus, (da ora in poi, Quiriti, abbiamo perduto la libertà), e poi ancora: necesse est multos timeat quem multi timent, è necessario che debba temere molti colui che molti temono (così almeno ci racconta Macrobio in Saturnalia II , 7, 1). In Laberio prevalse, come anche in Gaio Lucilio, lo spirito satirico, ma i suoi mimi parvero capaci di suscitare il riso, pur non essendo dotati di sufficiente perfezione formale, a giudizio di Orazio (Sat, I, 10, 5). 
È necessario però sottolineare che il mimo romano, prima di assumere una forma colta a imitazione dei Greci, manifesta il suo carattere primitivo e spontaneo presente nella poesia popolare e istintiva delle manifestazioni comiche non legate a una cultura straniera, ma alle forme tipicamente autoctone dei fescennini, della satura e dell'atellana, i cui personaggi comici e le cui situazioni si ripetono anche nei fatti esteriori: il mimo romano, prima di divenire un fatto letterario, assunse una funzione popolare di comunicazione sociale in modo così vicino alla nostra attualità che potremmo paragonarlo a ciò che oggi avviene, diciamo così, in un locale di vita notturna; il mimo di cui si parla era frequentato anche da donne che alla fine dello spettacolo erano autorizzate a denudarsi su richiesta del pubblico, e lo facevano senza imbarazzo perché rientrava nelle loro funzioni professionali. Lo spettacolo, di intrattenimento, si svolgeva dopo quello scenico in forma più libera dalle ordinarie convenzioni. 
La scena veniva occupata da una compagnia buffonesca composta da tre personaggi in abito arlecchinesco con maschere fisse, in modo da stabilire personaggi identificabili come nelle Atellane: Pappus, Bucco, Maccus, Dossennus ed altri si dividevano la scena formando un trio in conflitto perpetuo: la moglie leggera e disponibile, spesso brutta e intrattabile come Anna Perenna, il marito vecchio e calvo, oltre che ottuso, il damerino bello e azzimato. Quale l'argomento della trama? Ad esempio, un litigio o uno scambio di battute: Noli, quaeso, irascere: / moriri suam vir quisque ut uxorem velit: “Non ti arrabbiare prego; è d'abitudine che ogni marito voglia veder morta sua moglie”; Vos istic manete: eliminabo extra aedis coniugem: “Voi rimanete qui: io caccerò fuori dalla porta il coniuge”. Non per caso gli attori del mimo romano sono detti planìpedes, cioè scalzi (excalceàti li chiamerà poi Seneca), per non essere troppo appariscenti sulla scena, mentre gli attori tragici erano riconoscibili perché portavano i coturni e quelli comici i socci, gli zoccoli, come attesta il grammatico romano del IV sec. d. C. Diomede, autore di una Ars grammatica, opera ritenuta non priva di dottrina ed originalità. 
Nello stesso tempo, a rilevare meglio questa peculiarità erano romani i nomi dei personaggi, il linguaggio popolare, la gestualità grossolana e condita di rozzi epiteti. Il rappresentante più apprezzato del mimo fu senza dubbio lo schiavo straniero Publilio Siro, anche se di lui non restano che titoli e brani vari di natura sentenziosa o moraleggiante, forse perché estrapolati dalle opere che molte volte non erano state scritte ma rappresentate direttamente su uno schema o canovaccio. Tutto questo lascito di circa un migliaio di versi, in senari giambici e ottonari trocaici, ispirato da un sano fondamento morale, ha dato luogo ad apprezzamenti di tono serio, Seneca e Lettere a Lucilio 1, 8, 8.

### Il medioevo
Ad esempio, il fatto discriminatorio in primo piano è il passaggio dalla cultura ellenica ed ellenistica a quella dominata dalla pietas christiana e dal dichiarato disprezzo per la civiltà pagana con tutti i suoi connessi. Si veda, ad esempio, la De Civitate Dei di Sant'Agostino e il suo concetto della storia e della storiografia; in esse, a suo dire, bisognava vedere l'opera non degli uomini ma direttamente quella ispiratrice e guida di Dio; idea che, nel suo integralismo religioso, aveva un personaggio della sua statura, attenuato molto spesso dall'ammirazione per gli autori di grande prestigio con cui, bene o male, ci si doveva confrontare nel corso della formazione culturale, ma anche nelle quotidiane esperienze della vita. Non c'è il cupio dissolvi dell'incredulo in chi ha rappresentato la propria vita come un continuo colloquio con Dio, ma non c'è appieno il senso umanistico del De dignitate hominis di chi crede nella razionalità e nell'equilibrio dell'azione dell'uomo, quando non è guidato solo dal proprio interesse ma da una legge morale inesorabile.
Nell'opera di San Girolamo, ad esempio, c'è, tra l'altro, una larga messe di citazioni virgiliane; così è fatta la cultura di Agostino e degli altri esponenti della patristica (Arnobio, Tertulliano, Lattanzio, San Cipriano), come anche quella dei poeti di ispirazione cristiana (Sant'Ambrogio, Prudenzio, Ilario di Poitiers e Draconzio) fortemente permeata del ricordo dei classici, spesso riecheggiati fuori da un culto non solo riconosciuto ufficialmente come verità di cui non era possibile dubitare, ma che costituiva parte essenziale dell'esistenza personale dei credenti. Basta ricordare il culto del martirio tra i cristiani dei primi secoli e le strane discordanze tra i testimoni costanti nella fede e i cosiddetti lapsi e poi i tincti. 

### Modernità
Così succede oggi alla cultura laica, dichiaratamente miscredente nel pensiero e nell'azione; ma nella lettura e nel ricordo del poema di Dante riaffiora l'orgoglio per il culto dantesco, come una non illecita contraddizione di cui tutti in Italia e fuori ci sentiamo onorati, come fece a suo tempo il fiero laico Carducci.
Se così si può affermare per il mimiambo, altro discorso si deve fare per il coliambo (come già detto, verso trimetro giambico scazonte o ipponatteo), il cui uso ha avuto una lunga durata: il primo a servirsene è stato, secondo le antiche testimonianze, un certo Ananio (Ἀνάνιος), giambografo del VI sec. a. C., autore di insignificanti frammenti; ma dopo di lui trovò applicazione in opere di vario genere (non mimiambi) da parte di poeti lirici illustri: (Archiloco, Stesicoro, Pindaro, Bacchilide, Alcmane, Alceo, Saffo); ma anche nell'età ellenistica non mancarono di farne uso poeti di rango elevato, come Callimaco, Teocrito ed Apollonio Rodio, di cui si è già parlato, ed altri minori, come pure nell'ambiente cristiano ma senza particolari meriti, se non quelli connessi al pensiero e all'azione religiosa, fece San Gregorio Nazianzeno (Discorsi ed Inni, una Sacra rappresentazione forse dubbia, Χριστὸς πάσχων, Cristo sofferente). Nel mondo romano c'è un Babrio, vissuto forse nel III sec. a. C., autore di favole esopiche in lingua greca espresse in coliambi (detti mitiambi esopici, Μυθίαμβοι Αἰσώπειοι), esemplate sulla prosa esopica ma con una freschezza che dà vivacità alle 123 favole contenute nel codice trovato sul monte Athos, oltre al sommo Catullo (famoso il suo trim. giamb. scazonte: miser Catulle, desinas ineptire, / et quod vides perisse perditum ducas, e ai modesti Gneo Mazio (o Mattio) e Virgilio Romano, anch'essi autori di coliambi ma in lingua latina di non eccelsa fattura.
Nel passaggio da una cultura eminente per autorevolezza e tradizione ad un'altra c'è sempre una trasmissione di dati ed esperienze che vengono accolte ed adattate alle particolari necessità della ricevente. Così avvenne pure, e in modo non ancora del tutto chiarito, tra le culture del medio oriente e quella ellenica ed ellenistica. Queste forme d'arte popolare e tradizionale subirono con il tempo non solo l'indifferenza dei ceti più elevati, restando patrimonio della classe rustica paesana, ma varie forme di persecuzione per atti e detti non graditi specie, nell'età imperiale: ci ricorda Svetonio in Vite dei xii Cesari, Caligola, 27: Atellanae poetam ob ambigui ioci versiculum, media amphitheatri harena igni cremavit (che costui per un ambiguo versicolo scherzoso fece bruciare in mezzo all'arena un autore di atellane). Vedi Marco Tullio Messina, L'autorità delle citazioni virgiliane nelle opere esegetiche di San Girolamo. Furono chiamati lapsi i cristiani che durante le persecuzioni imperiali (soprattutto quella di Decio alla metà del secolo III) non ebbero il coraggio di affrontare il martirio e furono pertanto dichiarati colpevoli e peccatori dal ramo intransigente della comunità cristiana (Novaziano) e dai suoi seguaci. Dopo qualche tempo, in conseguenza di un atteggiamento di maggiore indulgenza della chiesa ufficiale, di cui si fecero artefici i papi Fabiano e Cornelio, i colpevoli (i lapsi, i caduti nel peccato vennero riammessi, senza il consenso dei novaziani rigoristi, che considerarono nulli gli atti assunti in questo periodo; così anche il battesimo all'uopo impartito venne considerato senza vera efficacia e i battezzati vennero chiamati tinti, cioè solo bagnati dall'acqua e non assolti dal peccato originale. Da questo episodio deriva il fatto che ancor oggi l'aggettivo tinto / tinta ha mantenuto il significato di cattivo, malvagio (almeno nella lingua siciliana). Come Fenice di Colofonie, Cercìda di Megalopoli, Archelao di Chersoneso, Asclepiade di Samo, Nicia di Mileto, Escrione di Samo.

## Interpretazioni accademiche
Per quanto riguarda Eroda non ci resta altro, oltre le citazioni precedenti alla scoperta del papiro citato. Di Eronda, peraltro, sono state avvertite inaspettate e singolari coincidenze, «non facilmente spiegabili», in un'opera poetica mediolatina, di autore riconducibile alla cerchia di Federico II di Svevia: si tratta della commedia elegiaca De uxore cerdonis di Iacopo da Benevento..
Come è noto, alla "editio princeps" ne sono seguite numerose altre, a partire da quella del Rutherford dello stesso anno. Dal 1892 in poi c'è stato un interesse per quest'opera non mai sopito, entro i limiti riconosciuti naturalmente al valore dell'autore. Gli studi e le edizioni critiche si sono succeduti in tante parti del mondo accademico nell'arco di oltre un secolo, così che ogni nuova apparizione non sembra mai gratuita ma trova giustificazione nella speranza di contributi chiarificatori su numerose integrazioni testuali. 
Non manca certo l'impulso a dare risalto all'opera insigne degli studiosi più accreditati nei vari momenti del secolo per ricerche di notevole valore ricostruttivo, anche se la galleria degli studiosi è tanto varia e complessa da comportare spesso disagio per le citazioni o le omissioni dei critici di volta in volta osservatori e giudici, com'è ovvio, anche del lavoro dei loro colleghi: si va, oltre ai già citati, dal Buecheler, Crusius, Knox, Nairn, Laloy, Headlam, Herzog, ai nostri Terzaghi, Cataudella, Puccioni, Massa Positano, Ettore Romagnoli, fino al più recente Cunningham e ad altri non meno importanti e per vari aspetti interessanti cultori di questo poeta alessandrino non eccelso ma di valore significativo per gli studi grecisti.